# Diisopropyleter
Diisopropyleter, DIPE, är en sekundär eter som används som lösningsmedel. Den är en färglös vätska som är något löslig i vatten men blandbar med de flesta organiska lösningsmedel. Den används också som en tillsats i bensin.
Diisopropyleter kan bilda explosiva peroxider vid kontakt med luften under lång tid (år). Denna reaktion sker lättare än för dietyleter, på grund av de sekundära kolen bredvid syreatomen, vilket gör lagring av diisopropyleter farligare. Den lagrade vätska bör därför testas med avseende på förekomst av peroxider oftare (en gång var 3:e månad för diisopropyleter jämfört en gång var 12:e månad för dietyleter rekommenderas). Av säkerhetsskäl används ofta metyl-tert-butyleter som ett alternativt lösningsmedel.